# Oberea sanghirica
Oberea sanghirica là một loài bọ cánh cứng trong họ Cerambycidae.